# Will's Town (Shawnee selo)
Will's Town, nekadašnje naselje Shawnee Indijanaca na mjestu današnjeg Cumberlanda u Marylandu. Shawnee su kasnije napustili ovo mjesto, možda oko 1720., kada su počeli pristizati bijeli ljudi, a u blizini je ostao živjeti neki Indijanac pod imenom Will, u jednoj kolibi na vrhu brda blizu ušća Caiuctucuc Creeka, koje je po njemu dobio naziv Will's Knob. 
Indijansko naselje Caiuctucuc kasnije su pioniri preimenovali po Willi u Will's Town, a pod tim imenom preimenovana je i rječica Caiuctucuc u Will's Creek.